# مونات عديمة الأقدام
المونات العديمة الأقدام (الاسم العلمي: Apusomonadidae) هي فصيلة من اللاقدميات تتبع رتبة المونيات العديمة الأقدام من طائفة المونيات الغطائية.

## التصنيف
- المونة العديمة الأقدام